# Steve Bauer
Steve Bauer (St. Catharines, 12 juni 1959) is een voormalig wielrenner uit Canada, beroeps van 1984 tot 1995. Zijn bijnaam was niet mis te verstaan Gros cul (Grote klootzak) omdat hij enkele incidenten veroorzaakte.

## Carrière
Bauer won in 1984 zilver op de Olympische Zomerspelen achter de Amerikaan Alexi Grewal in de wegwedstrijd, en datzelfde jaar won hij ook brons op het wereldkampioenschap voor eliterenners te Barcelona. Bauer viel op door zijn aanvallende manier van koersen, zat vaak in de finale en gaf vaak kleur aan de koers, maar grote zeges bleven beperkt.
Bauer was ploeggenoot van Andy Hampsten, Sean Yates, Phil Anderson, Frankie Andreu en Lance Armstrong bij de Motorola-ploeg. Hij won in 1988 een etappe in de Ronde van Frankrijk en zat in 1990 ook in de monstervlucht met vier renners in de eerste etappe, die uiteindelijk zeer bepalend bleek voor het verdere verloop van deze Tour. Frans Maassen won de etappe voor Ronan Pensec, Claudio Chiappucci en Bauer. Bauer veroverde die dag wel de gele trui en hield die acht dagen in zijn bezit. Vervolgens reed Ronan Pensec twee dagen in het geel, waarna Claudio Chiappucci het geel overnam en dat acht dagen behield. Pas bij de tijdrit op de voorlaatste dag werd er het een en ander recht gezet. Erik Breukink won die tijdrit, Greg LeMond pakte geel en won zijn derde Tour.

### Valpartijen
Bij het WK 1988 in Ronse speelde Bauer een twijfelachtige hoofdrol. In de eindspurt reed Bauer de Belg Claude Criquielion in de dranghekken. Criquielion kwam ten val, en de eigenlijk al geklopte medevluchter Maurizio Fondriest kreeg de wereldtitel zo in de schoot geworpen. In 1995 deed zich een gelijkaardig incident voor tijdens Gent-Wevelgem, dat jaar gewonnen door Lars Michaelsen. Er stond zijwind die de renners een lastige dag bezorgde. Bauer, die nog steeds voor Motorola reed, week onbehouwen uit naar links toen hij de eerste groep "op een lint" trok. Bauer had geen oog meer voor een langs het parcours geparkeerde auto van een toeschouwer. Bauer kon de auto niet meer ontwijken, smakte hard tegen het asfalt en sleurde enkele medevluchters mee in zijn val. Onder hen de Belg Johan Museeuw van de ploeg Mapei-GB.

## Belangrijkste overwinningen
1980
- Ronde van Somerville

1981
- Nationaal kampioenschap op de weg, elite
- Nationaal kampioenschap baan, puntenkoers, elite
- 9e en 11e etappe Coors Classic

1982
- Nationaal kampioenschap op de weg, elite
- Nationaal kampioenschap baan, puntenkoers, elite

1983
- Nationaal kampioenschap op de weg, elite
- Ronde van Somerville

1984
- Proloog en 1e etappe United Texas Tour
- Eindklassement United Texas Tour

1985
- 3e etappe (ploegentijdrit) Ronde van Frankrijk
- 2e, 11e en 16e etappe Coors Classic
- 2e etappe deel a Route du Sud

1986
- 2e etappe Ronde van Ierland
- Canadian Tire-Shin

1987
- 1e etappe Internationaal Wegcriterium

1988
- Eindklassement Ronde van de Oise
- 1e etappe Ster van Bessèges
- 8e etappe Ronde van Zwitserland
- 1e etappe Ronde van Frankrijk
- 1e etappe deel b Dauphiné Libéré
- Trofeo Pantalica
- GP America
- Monthey
- Canadian Tire-Shin

1989
- Kampioenschap van Zürich
- Eindklassement Dauphiné Libéré

1990
- Canadian Tire-Shin

1991
- 7e etappe Tour DuPont
- 10e etappe Tour DuPont
- Canadian Tire-Shin

1992
- 2e etappe Ronde van Galega
- Deinze

1994
- Norwest Cup
- 3e etappe Tour DuPont

1995
- Roanoke

1996
- Ontario CA
- Québec-Montréal
- 9e etappe deel a Ronde van Rijnland-Palts
- 10e etappe Ronde van Rijnland-Palts
- Roanoke

## Resultaten in voornaamste wedstrijden
| Jaar | Ronde van Italië | Ronde van Frankrijk | Ronde van Spanje |
| ---- | ---------------- | ------------------- | ---------------- |
| 1984 |                  |                     |                  |
| 1985 |                  | 10e                 |                  |
| 1986 | 45e              | 23e                 |                  |
| 1987 | 10e              | 74e                 |                  |
| 1988 |                  | 4e (1)              |                  |
| 1989 |                  | 15e                 |                  |
| 1990 |                  | 27e                 |                  |
| 1991 |                  | 97e                 |                  |
| 1992 | 92e              | opgave              |                  |
| 1993 | 89e              | 101e                |                  |
| 1994 |                  | opgave              |                  |
| 1995 |                  | 101e                |                  |

| Jaar | Milaan-San Remo | Gent-Wevelgem | Ronde van Vlaanderen | Parijs-Roubaix | Amstel Gold Race | Luik-Bast.‑Luik | Ronde van Lombardije | Rund um den Henninger-Turm | Waalse Pijl | Clásica San Sebastián |  | WK op de weg |  | Wereldranglijsten |
| ---- | --------------- | ------------- | -------------------- | -------------- | ---------------- | --------------- | -------------------- | -------------------------- | ----------- | --------------------- |  | ------------ |  | ----------------- |
| 1984 |                 |               |                      |                |                  |                 |                      |                            |             |                       |  | ↑            |  |                   |
| 1985 | 9e              | 85e           |                      |                |                  | 31e             |                      | 8e                         | 29e         |                       |  | 20e          |  |                   |
| 1986 | 60e             | 5e            | 4e                   | 29e            |                  |                 |                      | Zilver                     |             |                       |  | 69e          |  | 18e (SPP)         |
| 1987 | 11e             |               | 4e                   |                |                  |                 |                      |                            |             | 11e                   |  | 13e          |  | 36e (SPP)         |
| 1988 | 95e             |               | 18e                  | 8e             | 6e               |                 |                      | 11e                        |             |                       |  | ↑            |  | 12e (UWB)         |
| 1989 | 12e             | 34e           | 10e                  |                | ↑                | 53e             |                      |                            |             | 15e                   |  | 13e          |  | 4e (UWB)          |
| 1990 | 95e             | 9e            | 56e                  | ↑              | 60e              | 22e             |                      |                            |             | 6e                    |  | 19e          |  | 7e (UWB)          |
| 1991 | 48e             | 78e           |                      | 4e             | 22e              |                 | 71e                  | 12e                        |             | 145e                  |  |              |  |                   |
| 1992 | 40e             | 106e          | 41e                  | 17e            |                  | 39e             |                      |                            |             | 97e                   |  |              |  |                   |
| 1993 |                 | 44e           |                      | 23e            |                  |                 |                      |                            |             | 166e                  |  |              |  |                   |
| 1994 | 139e            |               | 72e                  |                |                  |                 |                      |                            |             |                       |  |              |  |                   |
| 1995 | 92e             |               | 76e                  | 17e            |                  |                 |                      |                            |             |                       |  |              |  |                   |

## Ploegen
- 1985 - La Vie Claire
- 1986 - La Vie Claire
- 1987 - Toshiba
- 1988 - Weinmann-La Suisse
- 1989 - Helvetia-La Suisse
- 1990 - 7 Eleven-Hoonved
- 1991 - Motorola
- 1992 - Motorola
- 1993 - Motorola
- 1994 - Motorola
- 1995 - Motorola
- 1996 - Saturn

Wielerploegen van Steve Bauer
Andersen ·
Arnaud ·
Bauer ·
Bérard ·
Bernard ·
Cornillet ·
Eriksen ·
Gomez ·
Hinault ·
Jourdan ·
Leleu ·
LeMond ·
Rault ·
Rüttimann ·
Salomon ·
Vallet ·
Vigneron ·
Winterberg ·
Wiss
Andersen ·
Bauer ·
Bérard ·
Bernard ·
Chevallier ·
Dubois ·
Eriksen ·
Garnier ·
Hafliger ·
Hampsten ·
Hinault ·
Jourdan ·
Knickman ·
Kuum ·
Leleu ·
LeMond ·
Rault ·
Rogers ·
Rüttimann ·
Salomon ·
Vigneron ·
Winterberg ·
Wiss (tot 31/03)
Andersen ·
Barteau ·
Bauer ·
Bérard ·
Bernard ·
Chevallier ·
Dubois ·
Gaigne ·
D. Garde ·
J-C. Garde ·
Garnier ·
Hafliger ·
Imboden ·
Jourdan ·
Kappes ·
Knickman ·
Kuum ·
Lammerts ·
Leblanc ·
Leclercq ·
Leleu ·
LeMond ·
Richard ·
Rüttimann ·
Winterberg
Alvis · Anderson · Andreu · Bauer · Bishop · Carter · Dahlberg · Hampsten · Harper · Kiefel · Lauritzen · McKinley · Roll · Tomac · Walton · Yates · Zimmermann
Alvis · Anderson · Andreu · Armstrong · Baker · Bauer · Bay · Bishop · Dernies · Hampsten · Kiefel · Larsen · Lauritzen · Moens · Schur · Sciandri · Stenersen · Walton · Yates · Zanoli · Zimmermann
Alvis · Anderson · Andreu · Armstrong  · Bauer · Bay · Bishop · Dernies · Hampsten · Hundertmarck · Larsen · Manin · Mejía · Moens · Schur · Sciandri · Stenersen · Yates
Alcalá · Alvis · Anderson · Andreu · Armstrong  · Bauer · Dernies · Fraser · Hampsten · Hincapie · Hundertmarck · Larsen · Mejía · Ozers · Rampollo · Schur · Smith · Stenersen · Swart · Yates · Moerenhout (stagiair) · van Heeswijk (stagiair)
Andreu · Armstrong · Bauer · Casartelli  (tot 18/07) · Dernies · Fraser · Hincapie · Julich · Livingston · Mejía · Merckx · Ozers · Peron · Stenersen · Swart · van Heeswijk · Veenstra · Weltz · Yates · Zamana
- Virtual International Authority File: 105124434
- WorldCat: E39PBJbtt3TrcD3GFBvbDGKfMP